# Fly Tour
El Fly Tour fue una gira de conciertos por parte de la banda estadounidense de música country Dixie Chicks.

## Actos de apertura
- Patty Griffin
- Ricky Skaggs
- Joe Ely
- Willie Nelson
- Grupo Vida
- The Maines Brothers Band

## Lista de canciones
1. "Ready to Run"
2. "There's Your Trouble"
3. "Hello Mr. Heartache"
4. "Don't Waste Your Heart"
5. "Without You"
6. "If I Fall You're Going Down with Me"
7. "I Can Love You Better"
8. "You Were Mine"
9. "Give It Up or Let Me Go"
10. "Video Sequence"
11. "Let Him Fly"
12. "Heartbreak Town"
13. "Strong Enough"
14. "Brilliancy" (and/or "Roanoke" with a snippet of "Dixie Chicken")
15. "Let 'Er Rip"
16. "Tonight the Heartache's on Me"
17. "Cold Day in July"
18. "Some Days You Gotta Dance"
19. "Cowboy Take Me Away"
20. "Sin Wagon"

Encore
1. "Goodbye Earl"
2. "Wide Open Spaces"

## Fechas de los conciertos
| 1 de junio de 2000       | Winnipeg          | Canadá         | Winnipeg Arena                           |
| 2 de junio de 2000       | Saskatoon         | Canadá         | Saskatchewan Place                       |
| 3 de junio de 2000       | Edmonton          | Canadá         | Skyreach Centre                          |
| 4 de junio de 2000       | Calgary           | Canadá         | Pengrowth Saddledome                     |
| 8 de junio de 2000       | Vancouver         | Canadá         | General Motors Place                     |
| 9 de junio de 2000       | Spokane           | Estados Unidos | Spokane Veterans Memorial Arena          |
| 10 de junio de 2000      | Tacoma            | Estados Unidos | Tacoma Dome                              |
| 11 de junio de 2000      | Portland          | Estados Unidos | Rose Garden                              |
| 15 de junio de 2000      | Sacramento        | Estados Unidos | ARCO Arena                               |
| 16 de junio de 2000      | San José          | Estados Unidos | San Jose Arena                           |
| 17 de junio de 2000      | Anaheim           | Estados Unidos | Arrowhead Pond of Anaheim                |
| 18 de junio de 2000      | Phoenix           | Estados Unidos | America West Arena                       |
| 19 de junio de 2000      | Anaheim           | Estados Unidos | Arrowhead Pond of Anaheim                |
| 22 de junio de 2000      | San Diego         | Estados Unidos | Cox Arena at Aztec Bowl                  |
| 23 de junio de 2000      | Las Vegas         | Estados Unidos | Thomas & Mack Center                     |
| 24 de junio de 2000      | Salt Lake City    | Estados Unidos | Delta Center                             |
| 25 de junio de 2000      | Nampa             | Estados Unidos | Idaho Center Arena                       |
| 29 de junio de 2000      | North Little Rock | Estados Unidos | Alltel Arena                             |
| 30 de junio de 2000      | Lafayette         | Estados Unidos | Cajundome                                |
| 1 de julio de 2000       | Biloxi            | Estados Unidos | Mississippi Coast Coliseum               |
| 13 de julio de 2000      | Chicago           | Estados Unidos | United Center                            |
| 14 de julio de 2000      | Milwaukee         | Estados Unidos | Bradley Center                           |
| 15 de julio de 2000      | Mineápolis        | Estados Unidos | Target Center                            |
| 16 de julio de 2000      | Fargo             | Estados Unidos | Fargodome                                |
| 19 de julio de 2000      | New York City     | Estados Unidos | Radio City Music Hall                    |
| 20 de julio de 2000      | New York City     | Estados Unidos | Radio City Music Hall                    |
| 21 de julio de 2000      | Albany            | Estados Unidos | Pepsi Arena                              |
| 22 de julio de 2000      | Worcester         | Estados Unidos | Worcester's Centrum Centre               |
| 23 de julio de 2000      | Buffalo           | Estados Unidos | HSBC Arena                               |
| 3 de agosto de 2000      | Denver            | Estados Unidos | Pepsi Center                             |
| 4 de agosto de 2000      | Kansas City       | Estados Unidos | Kemper Arena                             |
| 5 de agosto de 2000      | Oklahoma City     | Estados Unidos | Myriad Convention Center Arena           |
| 6 de agosto de 2000      | Lubbock           | Estados Unidos | United Spirit Arena                      |
| 10 de agosto de 2000     | Dallas            | Estados Unidos | Reunion Arena                            |
| 11 de agosto de 2000     | Dallas            | Estados Unidos | Reunion Arena                            |
| 12 de agosto de 2000     | Austin            | Estados Unidos | Frank Erwin Center                       |
| 13 de agosto de 2000     | Houston           | Estados Unidos | Compaq Center                            |
| 17 de agosto de 2000     | Louisville        | Estados Unidos | Freedom Hall                             |
| 18 de agosto de 2000     | Auburn Hills      | Estados Unidos | The Palace of Auburn Hills               |
| 19 de agosto de 2000     | Auburn Hills      | Estados Unidos | The Palace of Auburn Hills               |
| 20 de agosto de 2000     | Toronto           | Canadá         | Air Canada Centre                        |
| 24 de agosto de 2000     | Washington D. C.  | United States  | MCI Center                               |
| 25 de agosto de 2000     | Washington D. C.  | United States  | MCI Center                               |
| 26 de agosto de 2000     | Winston-Salem     | United States  | Lawrence Joel Veterans Memorial Coliseum |
| 27 de agosto de 2000     | Atlanta           | United States  | Philips Arena                            |
| 7 de septiembre de 2000  | Hampton           | United States  | Hampton Coliseum                         |
| 8 de septiembre de 2000  | Charlotte         | United States  | Charlotte Coliseum                       |
| 9 de septiembre de 2000  | Nashville         | United States  | Gaylord Entertainment Center             |
| 10 de septiembre de 2000 | Birmingham        | United States  | BJCC Arena                               |
| 14 de septiembre de 2000 | Richmond          | United States  | Richmond Coliseum                        |
| 15 de septiembre de 2000 | Raleigh           | United States  | Raleigh Entertainment & Sports Arena     |
| 16 de septiembre de 2000 | Roanoke           | United States  | Roanoke Civic Center                     |
| 17 de septiembre de 2000 | Nashville         | United States  | Gaylord Entertainment Center             |
| 28 de septiembre de 2000 | Sunrise           | United States  | National Car Rental Center               |
| 29 de septiembre de 2000 | Tampa             | United States  | Ice Palace                               |
| 30 de septiembre de 2000 | Orlando           | United States  | TD Waterhouse Centre                     |
| 1 de octubre de 2000     | Jacksonville      | United States  | Jacksonville Veterans Memorial Coliseum  |
| 6 de octubre de 2000     | Moline            | United States  | MARK of the Quad Cities                  |
| 7 de octubre de 2000     | Ames              | United States  | Hilton Coliseum                          |
| 8 de octubre de 2000     | Lincoln           | United States  | Bob Devaney Sports Center                |
| 10 de octubre de 2000    | Valley Center     | United States  | Britt Brown Arena                        |
| 12 de octubre de 2000    | Columbus          | United States  | Value City Arena                         |
| 13 de octubre de 2000    | University Park   | United States  | Bryce Jordan Center                      |
| 14 de octubre de 2000    | Philadelphia      | United States  | First Union Spectrum                     |
| 15 de octubre de 2000    | Pittsburgh        | United States  | Mellon Arena                             |
| 19 de octubre de 2000    | Cincinnati        | United States  | Firstar Center                           |
| 20 de octubre de 2000    | Knoxville         | United States  | Thompson–Boling Arena                    |
| 21 de octubre de 2000    | Charleston        | United States  | Charleston Civic Center                  |
| 22 de octubre de 2000    | Indianápolis      | United States  | Conseco Fieldhouse                       |
| 26 de octubre de 2000    | Champaign         | United States  | Assembly Hall                            |
| 27 de octubre de 2000    | St. Louis         | United States  | Savvis Center                            |
| 28 de octubre de 2000    | Memphis           | United States  | Pyramid Arena                            |
| 29 de octubre de 2000    | New Orleans       | United States  | New Orleans Arena                        |
| 9 de noviembre de 2000   | Lexington         | United States  | Rupp Arena                               |
| 10 de noviembre de 2000  | Cleveland         | United States  | Gund Arena                               |
| 12 de noviembre de 2000  | Chicago           | United States  | United Center                            |
| 13 de noviembre de 2000  | Saint Paul        | United States  | Xcel Energy Center                       |
| 16 de noviembre de 2000  | Manhattan         | United States  | Bramlage Coliseum                        |
| 17 de noviembre de 2000  | Denver            | United States  | Pepsi Center                             |
| 19 de noviembre de 2000  | Phoenix           | United States  | America West Arena                       |
| 20 de noviembre de 2000  | San Diego         | United States  | Cox Arena at Aztec Bowl                  |
| 21 de noviembre de 2000  | Los Ángeles       | United States  | Staples Center                           |
| 26 de noviembre de 2000  | Oakland           | United States  | The Arena in Oakland                     |
| 27 de noviembre de 2000  | Bakersfield       | United States  | Bakersfield Centennial Garden            |
| 30 de noviembre de 2000  | San Antonio       | United States  | Alamodome                                |
| 1 de diciembre de 2000   | Houston           | United States  | Compaq Center                            |
| 2 de diciembre de 2000   | College Station   | United States  | Reed Arena                               |
| 3 de diciembre de 2000   | Fort Worth        | United States  | Tarrant County Convention Center Arena   |